# Tokyo Skytree

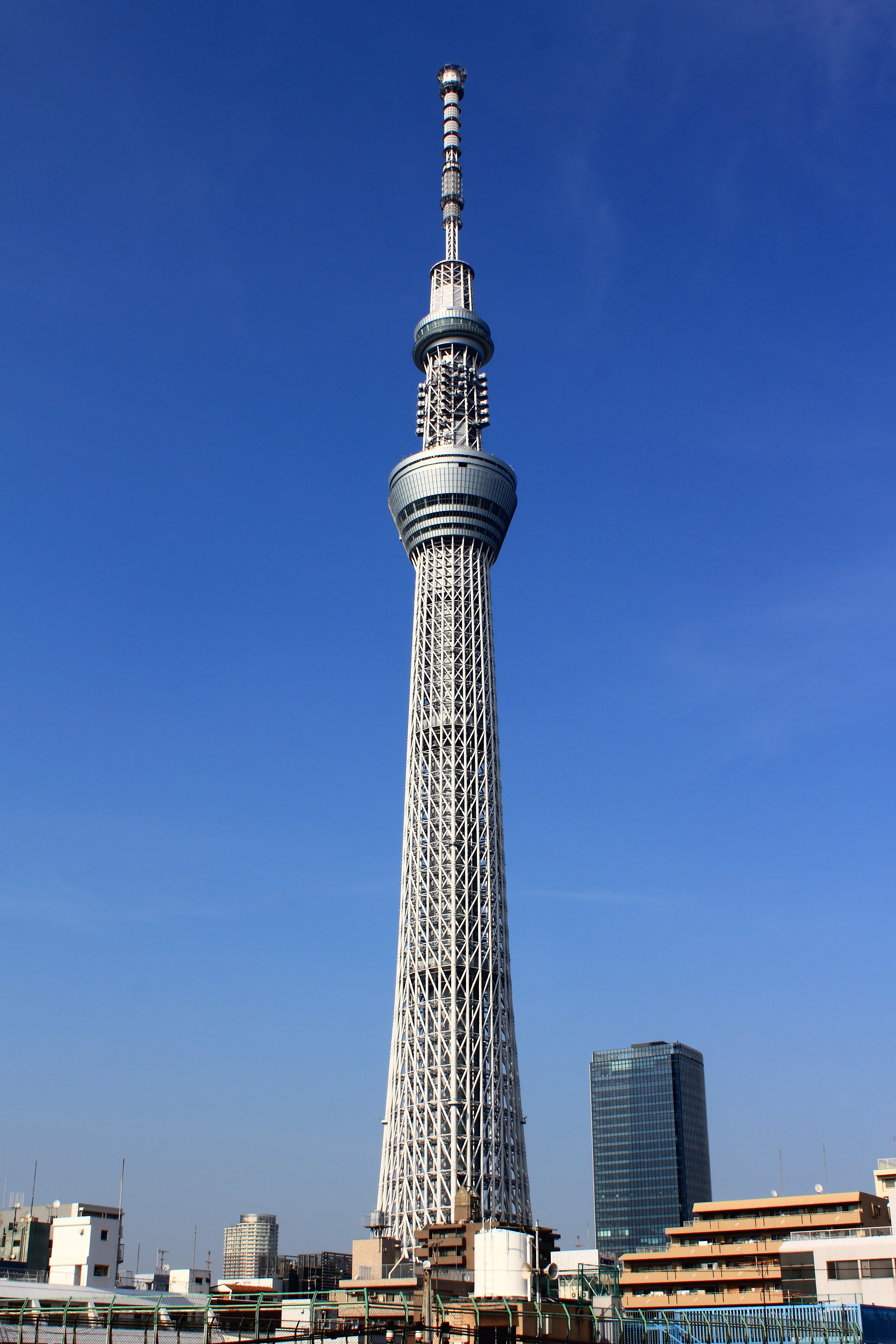
Tokyo Skytree în mai 2012

Tokyo Skytree (în japoneză 東京スカイツリー, transliterat: Tōkyō Sukaitsurī) este un turn de observație și comunicații în Sumida, Tokyo, Japonia. A devenit cea mai înaltă structură artificială din Japonia în 2010, atingând înălțimea sa maximă de 634 m în martie 2011. Proiectul a fost terminat pe 29 februarie 2012, fiind deschis publicului pe 22 mai 2012. Concomitent, Skytree a devenit cel mai înalt turn din lume, devansând Turnul de televiziune din Guangzhou, și a doua structură artificială ca înălțime din lume, după Burj Khalifa.
